# Barringtonia novae-hiberniae
Barringtonia novae-hiberniae là một loài thực vật có hoa trong họ Lecythidaceae. Loài này được Lauterb. mô tả khoa học đầu tiên năm 1911.